# 大木彩乃
大木 彩乃（おおき あやの、1975年1月11日 - ）は、日本の女性シンガーソングライター。東京都出身。

## 略歴
1999年にビクターエンタテインメントよりマキシシングル『眠る魚』でデビュー。
2003年よりフリーランスとなり、ピアノ弾き語りのスタイルで、その寓意的で独創的な歌の世界観による独自の路線を独自のペースで展開し始める。
2007年3月25日から放映の資生堂の企業広告CMソングとして作曲した「あなたのキスは」を歌唱、演奏。作詞は中島信也。2017年頃より、東京、関西を中心にライブ活動を本格的に再開。現在に至る。

## ディスコグラフィー

### アルバム
1. 幻の魚（1999.07.23）
2. 屋上遊園地（2000.10.21）
3. 鏡と女（2002.04.24）
4. 呼び水（2006.10.25）-4曲入りミニアルバム
5. Beautifully（2008.1.9）
6. サーカスの夜（2012）
7. ユフラテノ森（2016）
8. Piano & Songs 雨（2019）
9. Piano & Songs 星（2019）
10. タイムトラベル（2021.7.7 配信、2021.7.21 CD）
11. タイムトラベル2（2022.7.21 配信、2022.8.12 CD）

### シングル
1. 眠る魚（1999.5.21）
2. 愛をください（1999.10.21）
3. 瞬きとキス（2000.4.21）
4. 白昼夢（2000.7.26）
5. Happy days（2000.11.1）
6. 夢をみるヒト（2001.8.22）
7. 冷たい世界（2001.11.21）
8. それぞれの空（2002.3.21）  映画「翼をください」イメージソング

### 自主製作盤
1. ベランダに雨（2004.11.4）
2. 月とダンス（2005.12.2）
3. ことり（2008.9.13）

### その他
1. Cocktail2（2003.6.11）　6人の女性アーティストによるオムニバスアルバム（タイトル：「青い魚」）
2. from a distance[1]（2009.7.15）　浜田省吾トリビュート・アルバム（ピアノ弾き語り録音で「途切れた愛の物語」をカバー）